# 프테로브리엘라과
프테로브리엘라과(Pterobryellaceae)는 선태식물강 히프노덴드론목에 속하는 이끼과 중의 하나이다. 3개 속으로 이루어져 있다.

## 하위 속
- 키르토포덴드론속 (Cyrtopodendron) - 유일종 C. vieillardii
- 프테로브리엘라속 (Pterobryella) - 4종
- 스키아도클라두스속 (Sciadocladus) - 2종